# Цонев, Кирияк
Кирияк Цонев Цонев (болг. Кирияк Цонев) — болгарский дипломат, писатель, переводчик, журналист гагаузского происхождения. Его книги были изданы под именем Киряк Цонев. Известен как первый арабист в современной болгарской дипломатии. Как знаток арабских стран и исследователь истории болгар часто становился героем телепередач на эту тему.

## Биография

### Ранние годы
Родился 3 июня 1938 года в Нейково в семье гагаузов. Получил среднее образование в Каварне и высшее образование в Московском государственном институте международных отношений по специальности «Международные отношения».

### Карьера
На протяжении всей своей карьеры Кирияк был профессиональным дипломатом в системе Министерства иностранных дел, где прошел путь по профессиональной лестнице дипломатической карьеры от стажера до начальника отдела «Арабские страны». Работал в посольствах Болгарии в Дамаске, Каире и Алжире, был послом в Алжире (включая Мавританию) и первым болгарским консулом в Объединенных Арабских Эмиратах. Посещал все арабские страны.
В дальнейшем занимался преподаванием предметов «Болгаро-арабские отношения» и «Внешняя политика арабских стран» в Софийском университете имени Св. Климента Охридского, а также «Практика арабского языка» в Юго-Западном университете им. Неофита Рильского. Также преподавал в Варненском свободном университете и Бургасском свободном университете.
Также занимал должность заместителя председателя Общества болгаро-алжирской дружбы. Был членом руководства Организации объединенных болгар, Всемирного совета гагаузов, академиком Международной академии болгарских исследований, инноваций и культуры, а также почетным гражданином города Каварны.

### Смерть
Скончался 13 июля 2016 года в Софии.

## Творчество
Автор ряда художественных и научно-исследовательских книг, переводчик и активный журналист.
Член Союза болгарских писателей, Союза болгарских журналистов и Союза переводчиков Болгарии.

### Книги
- „Четиридесет часа надежда“ – роман, 1988 год.
- „Докосване през времето“ – роман, 1995 год.
- „Жаравата ражда огън“ – роман в 3 томах, 1997-1998 года.
- „Българо-арабските отношения“ – монография, учебно пособие, 1999 год.
- „Българи и араби“ (в съавт.) – двуязычная болгаро-арабская монография-альбом, 2003 год.
- „Законът за скачените съдове“ – роман, 2004 год.
- „Лица от големите портрети“ – мемуары, 2005 год.
- „Ба Ал-гури“ (в съавт.) – монография, 2005 год.
- „Картата от кожения щит“ – роман, 2006 год.
- „Външна политика на арабските държави“ – монография, учебное пособие, 2007 год.
- „Имената на българските канове проговарят“ (в съавт.) – монография, 2007 год.
- „Външна политика на азиатските държави“ – монография, учебное пособие, 2009 год.
- „Ориенталски масали за…“ – монография, 2008 год.
- „Сирия – война в земите на Адам и Ева“ – 2013 год.
- „Шифърът на древните българи“ – 2014 год.

### Переводы
- „Дневникът на провинциалния прокурор“ – роман Тауфика ал-Хакима (Египет), 1978 год.
- „Аса“ – роман Ат-Тахара Уаттара (Алжир), 1986 год.
- „Преклонение пред красотата“ – стихотворение Юсуфа ал-Онейзи (Кувейт), 1996 год.
- „1001 нощ“ – полный перевод, 2004 год.
- „Приказки от 1001 нощ“ – 2006 год.

### Публикации
- „Реквием за неумиращата Газа“